# Palacio de los Deportes (métro léger de Malaga)
Pour les articles homonymes, voir Palacio de los Deportes.
Palacio de los Deportes est le terminus sud de la ligne 2 du métro léger de Malaga.

## Situation sur le réseau
La station est située avant Puerta Blanca et constitue le terminus sud de la ligne 2.
Elle est établie dans le district Carretera de Cádiz

## Histoire
La station ouvre au public le 30 juillet 2014, à l'occasion de l'inauguration du réseau du métro léger.

## Services aux voyageurs

### Accès et accueil
La station possède un accès via un édicule équipé d'escaliers mécaniques et jouxté par un ascenseur, situé sur la rue Miguel Mérida Nicolich.

## À proximité
La station dessert notamment le palais des Sports José María Martín Carpena.